# Fleur jaune
Hypericum lanceolatum
Espèce
Classification APG III (2009)
Le Fleur jaune (Hypericum lanceolatum) est une espèce de plantes à fleurs de la famille des Hypericaceae. C'est un millepertuis arborescent indigène d'Afrique en incluant La Réunion où il caractéristique de la végétation d'altitude de l'île.
Il se présente généralement sous la forme d'un buisson de 2 à 3 mètres de hauteur, mais les individus les plus âgés peuvent constituer un véritable tronc et ceux situés en limite basse de répartition former de véritables petits arbres forestiers de 7 à 8 mètres de hauteur.
L'espèce n'est représentée dans les Mascareignes qu'à La Réunion, mais on la trouve par ailleurs dans les hautes montagnes africaines depuis la Guinée équatoriale jusqu'à la Tanzanie.
Deux sous-espèces ont été identifiées à La Réunion : Hypericum lanceolatum subsp. lanceolatum et Hypericum lanceolatum subsp. angustifolium. Cette dernière sous-espèce (rencontrée généralement à plus haute altitude et dont les feuilles étroites présentent une nervation parallèle) est endémique de La Réunion.
Les fleurs sont parfois cueillies et distillées en huile essentielle à des fins phytothérapeutiques.